# Campsosternus rutilans
Campsosternus rutilans là một loài bọ cánh cứng trong họ Elateridae. Loài này được Chevrolat miêu tả khoa học năm 1841.